# Stanisław Komorowski
Pour les articles homonymes, voir Komorowski.

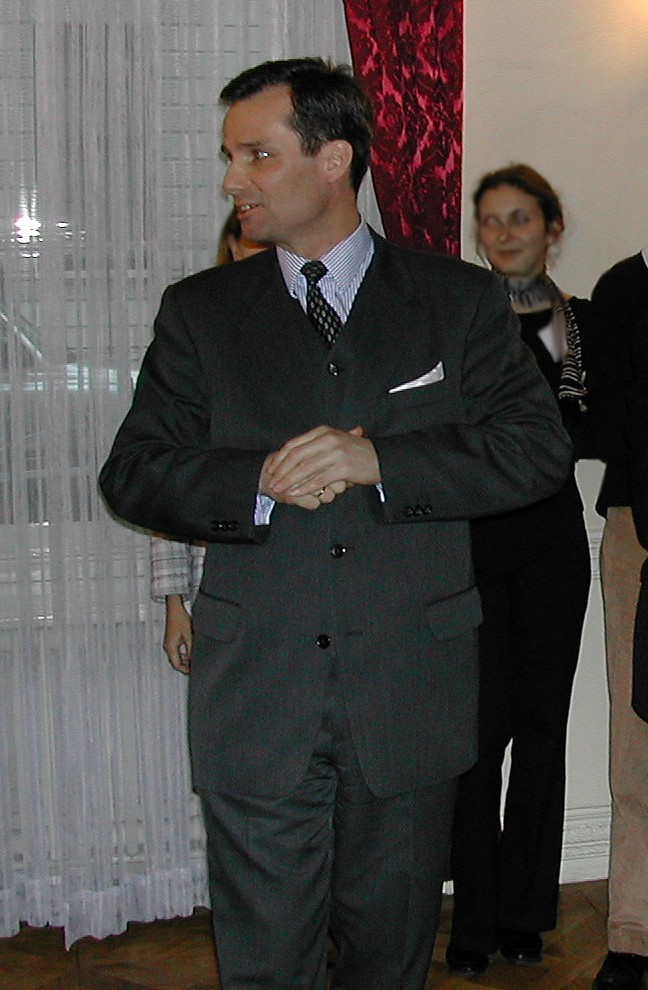
Stanislaw Komorowski à Londres en 2002

Stanisław Jerzy Komorowski, né à Varsovie le 18 décembre 1953 et mort à Smolensk le 10 avril 2010, était un diplomate, physicien et homme politique polonais.

## Formation et carrière scientifique
Stanisław Komorowski effectue ses études secondaires à Varsovie dans l’arrondissement de Żoliborz. Entre 1972 et 1978, il étudie la physique à l’université de Varsovie. Il obtient une maîtrise en biophysique en rédigeant un mémoire de recherche sur la résonance magnétique. En 1985, il obtient un doctorat en biophysique avec une thèse portant sur la photoacoustique.
Il parle polonais, français, anglais et russe.
Entre 1978 et 1990, il travaille à l’Institut de Physique et Chimie de l’Académie polonaise des sciences. En 1986 et à nouveau en 1989-1990, il est détaché au département de chimie de l’Université de l’Utah à Salt Lake City. Il publie des articles scientifiques, notamment dans le domaine des mesures photoacoustiques.

## Carrière diplomatique

### Débuts
Stanisław Komorowski commence sa carrière diplomatique en 1991. Il fait partie de la nouvelle génération de diplomates qui émergent à la fin de la période communiste. Il entre au ministère des Affaires étrangères comme responsable du personnel du cabinet du ministre Krzysztof Skubiszewski. L'année suivante, il devient directeur adjoint puis directeur du département Europe, au moment où la Pologne entame son processus d'adhésion à l'Union européenne.

### Ambassadeur à Amsterdam et à Londres
Entre 1994 1998, il est ambassadeur de Pologne aux Pays-Bas.
De 1998 à 1999, il est brièvement directeur de cabinet au ministère des Affaires étrangères, puis il est nommé ambassadeur de Pologne au Royaume-Uni. Il occupe ce poste jusqu’en 2004, dans le contexte des préparatifs de l'adhésion de la Pologne à l'Union européenne et à l'OTAN. À Londres, il est membre du Garrick Club et du Beefsteak Club.
Dans un discours donné à la European Business School (en) de Londres en décembre 2002, il exprime l'ambition de la Pologne d'être un partenaire actif au sein de l'Union européenne élargie : « Les Polonais doivent voir qu'ils seront traités comme des partenaires égaux et non comme des cousins pauvres de l'Est. » Il souhaite une politique économique ambitieuse et efficace, mais s'oppose à une harmonisation fiscale et à une politique sociale au niveau européen.

### Vice-ministre
À son retour de Londres, il travaille au sein du ministère des Affaires étrangères et dirige le département Asie-Pacifique. Il est également vice-ministre des Affaires étrangères du cabinet Marcinkiewicz d'octobre 2005 à juillet 2006. À ce titre, il demande en mars 2006 un renforcement des sanctions à l'égard du président biélorusse Alexandre Loukachenko. Il propose au Conseil des ministres de l'Union européenne d'interdire de visa et de geler les avoirs des proches de Loukachenko, et des sanctions économiques « à condition que la population n'en souffre pas. »
Après les élections législatives de 2007, remportées par les libéraux de la Plate-forme civique, Stanisław Komorowski est nommé vice-ministre de la Défense dans le cabinet Tusk.
Il est notamment chargé des négociations avec les États-Unis sur l'installation de missiles Patriot en Pologne, au cours desquelles il obtient que les troupes américaines présentes en Pologne puissent être soumises à la juridiction des tribunaux polonais en dehors des périodes de manœuvre. Il négocie aussi le projet de bouclier anti-missile que les États-Unis souhaitaient implanter en Pologne. L'ambassadeur des États-Unis en Pologne Lee Feinstein (en) commentera en avril 2010 : « Avec le ministre Komorowski à la table des négociations pendant les discussions sur le statut des forces américaines, nous savions que nous arriverions à un accord qui satisfasse les besoins des deux parties, et nous y sommes arrivés. »
En décembre 2010, le site WikiLeaks révèle que l'OTAN avait conçu un plan secret de défense de la Pologne et des États baltes contre une possible invasion russe, nommé « Eagle Guardian ». Dans un télégramme diplomatique publié par le quotidien britannique The Guardian, Stanislaw Komorowski écrit aux autorités américaines que le gouvernement polonais préfèrerait un plan unique pour la Pologne à une approche régionale pour toute l'Europe de l'Est, mais qu'il serait prêt à accepter un plan global comportant « deux chapitres complémentaires pour la Pologne et les États baltes ».

## Décès dans le crash de Smolensk
Stanisław Komorowski est tué le 10 avril 2010 dans l'accident de l'avion présidentiel polonais à Smolensk.
Il est enterré avec les honneurs militaires au cimetière de Powązki à Varsovie, en présence du ministre de la Défense Bogdan Klich, qui loue dans son éloge funèbre ses talents diplomatiques et son dévouement au service de la collectivité. Il est décoré à titre posthume de la médaille de l'ordre Polonia Restituta.
Il laisse sa troisième femme Eva et trois fils de ses précédents mariages.